# USS Richey (DE-385)
USS Richey (DE-385) là một tàu hộ tống khu trục lớp Edsall từng phục vụ cùng Hải quân Hoa Kỳ trong Chiến tranh Thế giới thứ hai. Nó là chiếc tàu chiến duy nhất của Hải quân Hoa Kỳ được đặt cái tên này, theo tên Thiếu úy Hải quân Joseph Lee Richey (1920-1941), phi công phục vụ trên thiết giáp hạm California (BB-41) và đã tử trận trong cuộc Tấn công Trân Châu Cảng vào ngày 7 tháng 12, 1941. Nó đã phục vụ cho đến khi chiến tranh kết thúc, xuất biên chế năm 1947. Đang khi trong thành phần dự bị, nó được tạm thời chuyển cho Tuần duyên Hoa Kỳ và phục vụ như là chiếc USCGC Richey (WDE-485) từ năm 1952 đến năm 1954. Hoàn trả cho Hải quân, con tàu cuối cùng bị đánh chìm như mục tiêu ngoài khơi California vào năm 1969. Richey được tặng thưởng một Ngôi sao Chiến trận do thành tích phục vụ trong Thế Chiến II.

## Thiết kế và chế tạo
Lớp Edsall có thiết kế hầu như tương tự với lớp Cannon dẫn trước; khác biệt chủ yếu là ở hệ thống động lực Kiểu FMR do được trang bị động cơ diesel Fairbanks-Morse dẫn động qua hộp số giảm tốc đến trục chân vịt. Đây là cấu hình động cơ được áp dụng rộng rãi trên tàu ngầm, được chứng tỏ là có độ tin cậy cao hơn so với lớp Cannon.
Vũ khí trang bị bao gồm ba pháo 3 in (76 mm)/50 cal trên tháp pháo nòng đơn có thể đối hạm hoặc phòng không, một khẩu đội pháo phòng không Bofors 40 mm nòng đôi và tám pháo phòng không Oerlikon 20 mm. Vũ khí chống ngầm bao gồm một dàn súng cối chống tàu ngầm Hedgehog Mk. 10 (có 24 nòng và mang theo 144 quả đạn); hai đường ray Mk. 9 và tám máy phóng K3 Mk. 6 để thả mìn sâu. Con tàu vẫn giữ lại ba ống phóng ngư lôi Mark 15 21 inch (533 mm), và được trang bị radar SC dò tìm không trung và mặt biển. Thủy thủ đoàn đầy đủ bao gồm 186 sĩ quan và thủy thủ.
Richey được đặt lườn tại xưởng tàu của hãng Brown Shipbuilding ở Houston, Texas vào ngày 19 tháng 4, 1943. Nó được hạ thủy vào ngày 30 tháng 6, 1943, được đỡ đầu bởi bà Joseph Lee (Jane) Richey, vợ góa của Thiếu úy Richey, và nhập biên chế cùng Hải quân Hoa Kỳ vào ngày 30 tháng 10, 1943 dưới quyền chỉ huy của Hạm trưởng, Thiếu tá Tuần duyên Petros Dupre Mills.

## Lịch sử hoạt động
Sau khi hoàn tất việc chạy thử máy huấn luyện tại khu vực Bermuda, Richey bắt đầu đẳm nhiệm vai trò hộ tống vận tải vượt Đại Tây Dương. Trong giai đoạn từ tháng 1 đến tháng 7, 1944, nó hộ tống các đoàn tàu vận tải xuất phát từ New York hay Norfolk, Virginia để hướng sang Casablanca, Morocco; Oran, Algeria; và Bizerte, Tunisia. Trong tháng 9 và tháng 10, nó hộ tống các đoàn tàu vận tải từ New York đi sang Belfast và Londonderry, Bắc Ireland. Từ tháng 1 đến cuối tháng 5, 1945 nó hộ tống các đoàn tàu vận tải đi đến các cảng Anh và Pháp theo lối eo biển Manche. Cùng trong tháng 4 năm đó, nó đã cứu vớt 32 người từ hai chiếc tàu chở dầu SS Nasbulk và SS St. Mihiel mắc tai nạn va chạm và bốc cháy.
Sau khi chiến tranh kết thúc tại Châu Âu, Richey chuẩn bị để được điều động sang khu vực Mặt trận Thái Bình Dương. Nó được đại tu tại New York trong tháng 5, rồi lên đường đi ngang qua Cuba và kênh đào Panama để hướng đến khu vực Bắc Thái Bình Dương. Đi đến Adak, Alaska vào tháng 7, nó trình diện để phục vụ cùng Hạm đội Bắc Thái Bình Dương cho đến khi Nhật Bản chấp nhận đầu hàng vào ngày 15 tháng 8, giúp chấm dứt vĩnh viễn cuộc xung đột. Sang tháng 9, con tàu đi đến tiếp quản căn cứ Ominato ở phía cực Bắc đảo Honshū, Nhật Bản. Sau khi quay trở về Adak, nó lại lên đường đi sang Trung Quốc ngang qua Okinawa, và hỗ trợ cho lực lượng chiếm đóng tại Đại Cô Khẩu và Thiên Tân.
Quay trở về Hoa Kỳ, Richey được cho xuất biên chế vào tháng 1, 1947,  và đưa về Hạm đội Dự bị Đại Tây Dương vào tháng 3, 1950. Trong giai đoạn Chiến tranh Triều Tiên, từ ngày 1 tháng 4, 1952 đến ngày 28 tháng 6, 1954, con tàu được tạm thời chuyển cho lực lượng Tuần duyên Hoa Kỳ để hoạt động như là tàu cutter tuần tra USCGC Richey (WDE-485), rồi hoàn trả cho Hải quân và tiếp tục bị bỏ không trong Hạm đội Dự bị Thái Bình Dương. Nó được rút tên khỏi danh sách Đăng bạ Hải quân vào ngày 30 tháng 6, 1968, và cuối cùng bị đánh chìm như một mục tiêu ngoài khơi California vào tháng 7, 1969.

## Phần thưởng
Richey được tặng thưởng một Ngôi sao Chiến trận do thành tích phục vụ trong Thế Chiến II.
|  |  |             |
|  |  | Bronze star |
|  |  |             |

| Dãi băng Hoạt động Tác chiến         |                                                     |                                                                              |
| Huân chương Chiến dịch Hoa Kỳ        | Huân chương Chiến dịch Châu Á-Thái Bình Dương       | Huân chương Chiến dịch Châu Âu-Châu Phi-Trung Đông với 1 Ngôi sao Chiến trận |
| Huân chương Chiến thắng Thế Chiến II | Huân chương Phục vụ Triều Tiên (phục vụ Tuần duyên) | Huân chương Liên Hiệp Quốc Phục vụ Triều Tiên (phục vụ Tuần duyên)           |